# معهد ماكس بلانك للكيمياء الفيزيائية الحيوية

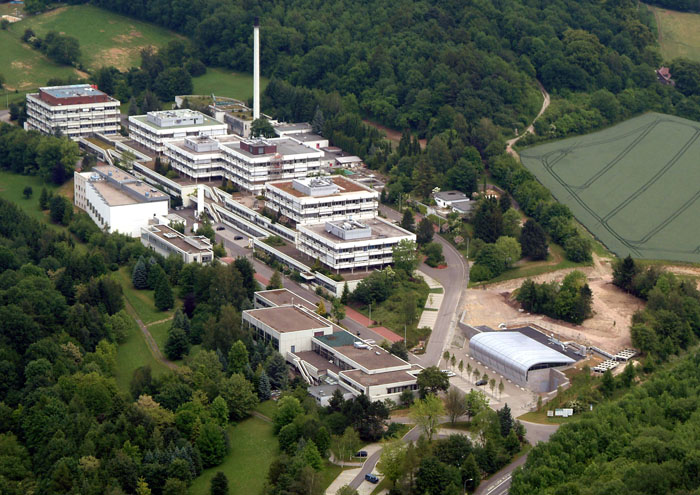

معهد ماكس بلانك للكيمياء الفيزيائية الحيوية (بالإنجليزية: Max Planck Institute for Biophysical Chemistry) هو أحد معاهد البحوث التابعة لجمعية ماكس بلانك، ويقع في مدينة غوتينغن الألمانية. يُعد المعهد مركزًا رائدًا في مجالات البحث المتداخل بين الفيزياء، الكيمياء، وعلم الأحياء، حيث يركز على فهم العمليات الحيوية على المستوى الجزيئي والذري.
يعمل في المعهد حاليًا نحو 850 موظفًا، يشكل العلماء ما يقارب نصفهم، مما يعكس الطابع البحثي المكثف للمعهد. يشتهر المعهد بمساهماته المتميزة في علوم الحياة والعلوم الطبيعية، وقد ارتبط اسمه بعدد من العلماء الحائزين على جوائز نوبل. مثل مانفريد أيجن وستيفان هيل
يتميز المعهد بطبيعته التعددية التخصصية، ويضم وحدات بحثية تغطي طيفًا واسعًا من المواضيع، مثل الديناميكا الجزيئية، علم الأحياء البنيوي، الكيمياء الحيوية، والفيزياء الحيوية، مما يجعله بيئة بحثية محفزة للتعاون العلمي المتكامل.